# August Wilhelm Bohtz
August Wilhelm Bohtz, född den 17 juli 1799 i Stettin, död den 7 maj 1880 i Göttingen, var en tysk estetiker.
Bohtz blev 1842 ordinarie professor i Göttingen. Hans främsta skrifter är Die Idee des Tragischen (1836) och Ueber das Komische und die Komödie (1844).